# Sewall's Point
La ville américaine de Sewall’s Point est située dans le comté de Martin, en Floride. En 2004, sa population s’élevait à 2 053 habitants. La localité porte le nom de la péninsule sur laquelle elle se trouve.

## Démographie
| 1960 | 1970 | 1980  | 1990  | 2000  | 2010  |
| ---- | ---- | ----- | ----- | ----- | ----- |
| 151  | 298  | 1 187 | 1 588 | 1 946 | 1 996 |

## Source
- (en) Cet article est partiellement ou en totalité issu de l’article de Wikipédia en anglais intitulé « Sewall's Point, Florida » (voir la liste des auteurs).